# Privat de Mende
Pour les articles homonymes, voir Saint-Privat et Privat.
Privat de Mende est un saint de l'Église catholique, né vraisemblablement près de Clairmont, et qui serait mort vers 255 ou 260. Il est connu pour son martyre sur les versants du mont Mimat à Mende en Gévaudan. Son ermitage est un lieu de pèlerinage, qui fut très populaire au Moyen Âge. La date de sa mort est cependant contestée, certains avançant parfois le Ve siècle, mais grand nombre d'écrits tendent à prouver que la date du IIIe siècle est la plus probable.
Il fait partie des grands saints des Gaules,, avec Denis de Paris, Saturnin de Toulouse, Martial de Limoges, Martin de Tours, Ferréol de Vienne et Julien de Brioude.

## Biographie

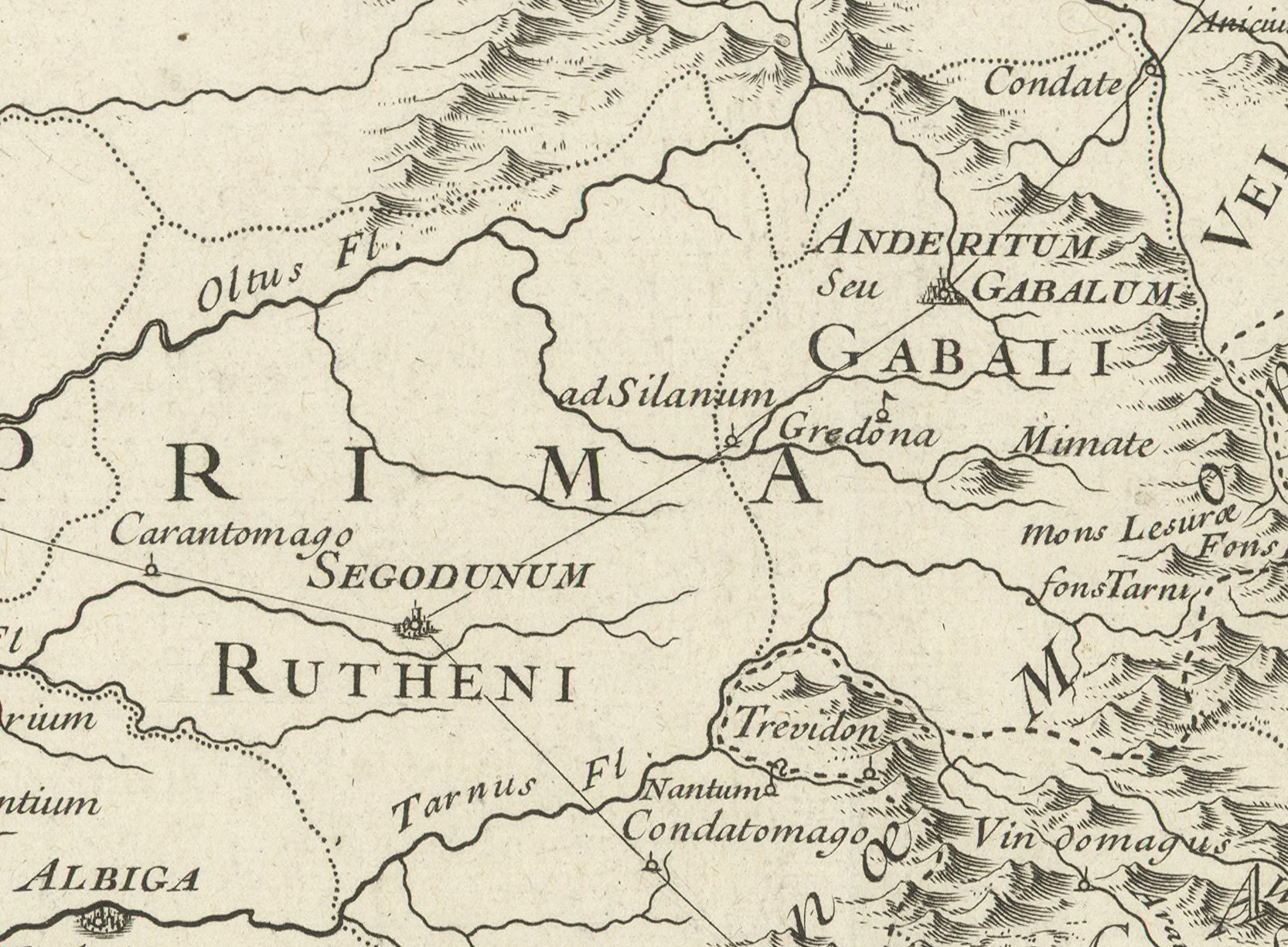
Sur cette carte sont visibles : Anderitum (Javols), Mimate (Mende) et Gredone (Grèzes).

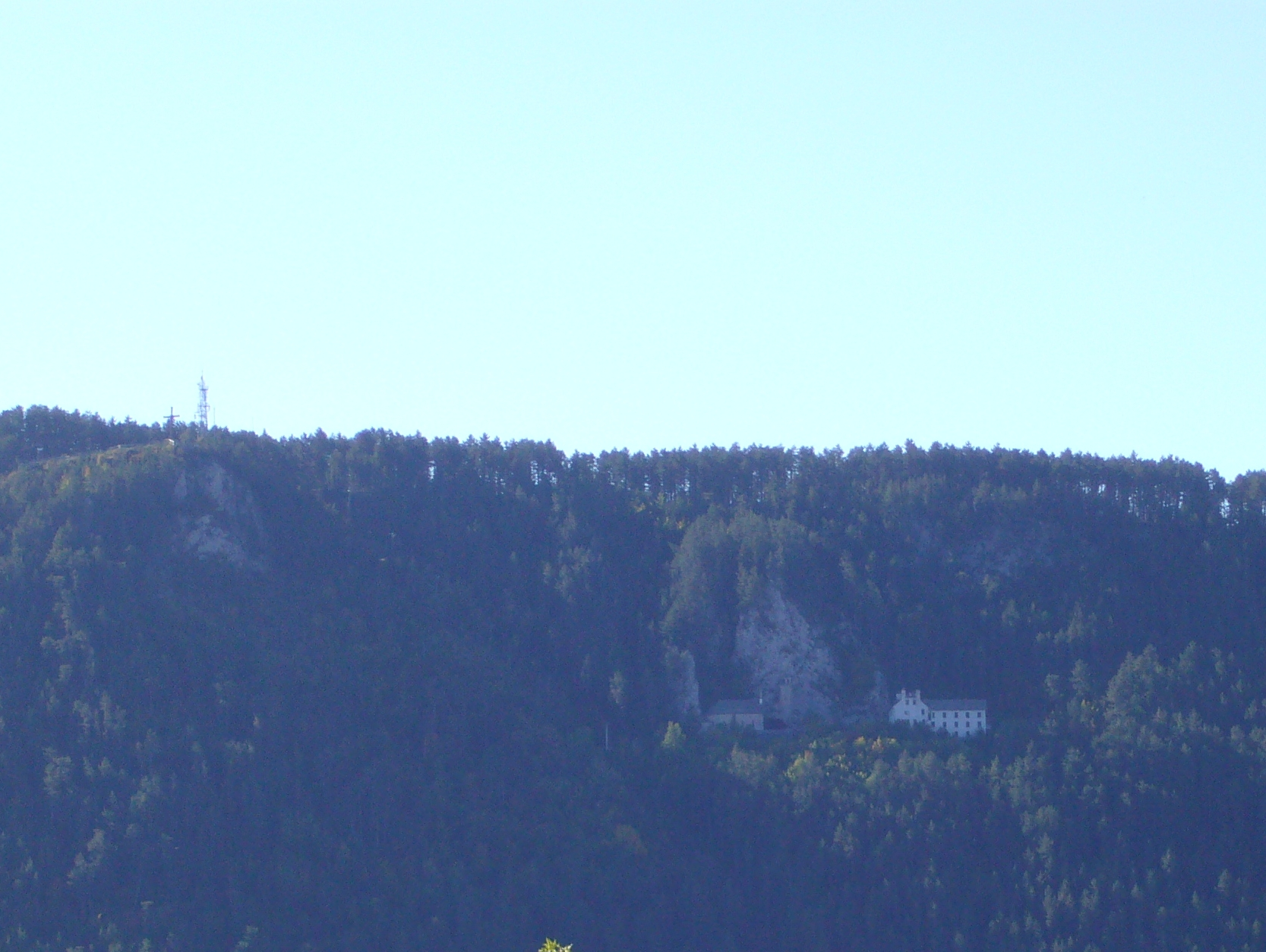
Le mont Mimat : la croix (à gauche, au sommet), et l'ermitage.

### Généralités
Grégoire de Tours donne à Privat le qualificatif de « épiscopus urbis gabalitanæ », soit « évêque du pays de Gabalum ». Il serait ainsi le premier évêque du Gévaudan, bien qu'un certain Sévérien y fût longtemps célébré,.
Le terme Gabalum renvoie à la capitale du pays gabale, aussi connu sous le nom d'Anderitum. Cependant, Grégoire de Tours n'évoque pas précisément la cité de Gabalum au sens moderne du terme, mais plus comme étant l'ensemble du pays.
Privat aurait été envoyé par Austremoine depuis Clairmont pour évangéliser le Gévaudan. La place logique de l'évêché semble donc être cette Anderitum, ou Gabalum, et non Mende où a eu lieu le martyre. Mende n'est d'ailleurs considéré que comme un bourg. Faute de preuves tangibles, il n'y a donc aucune certitude que le siège de l'évêché du Gévaudan se soit trouvé à Mende, et ce jusqu'au Xe siècle, où l'évêque Étienne est le premier à signer comme évêque de Mende.

### Le martyre

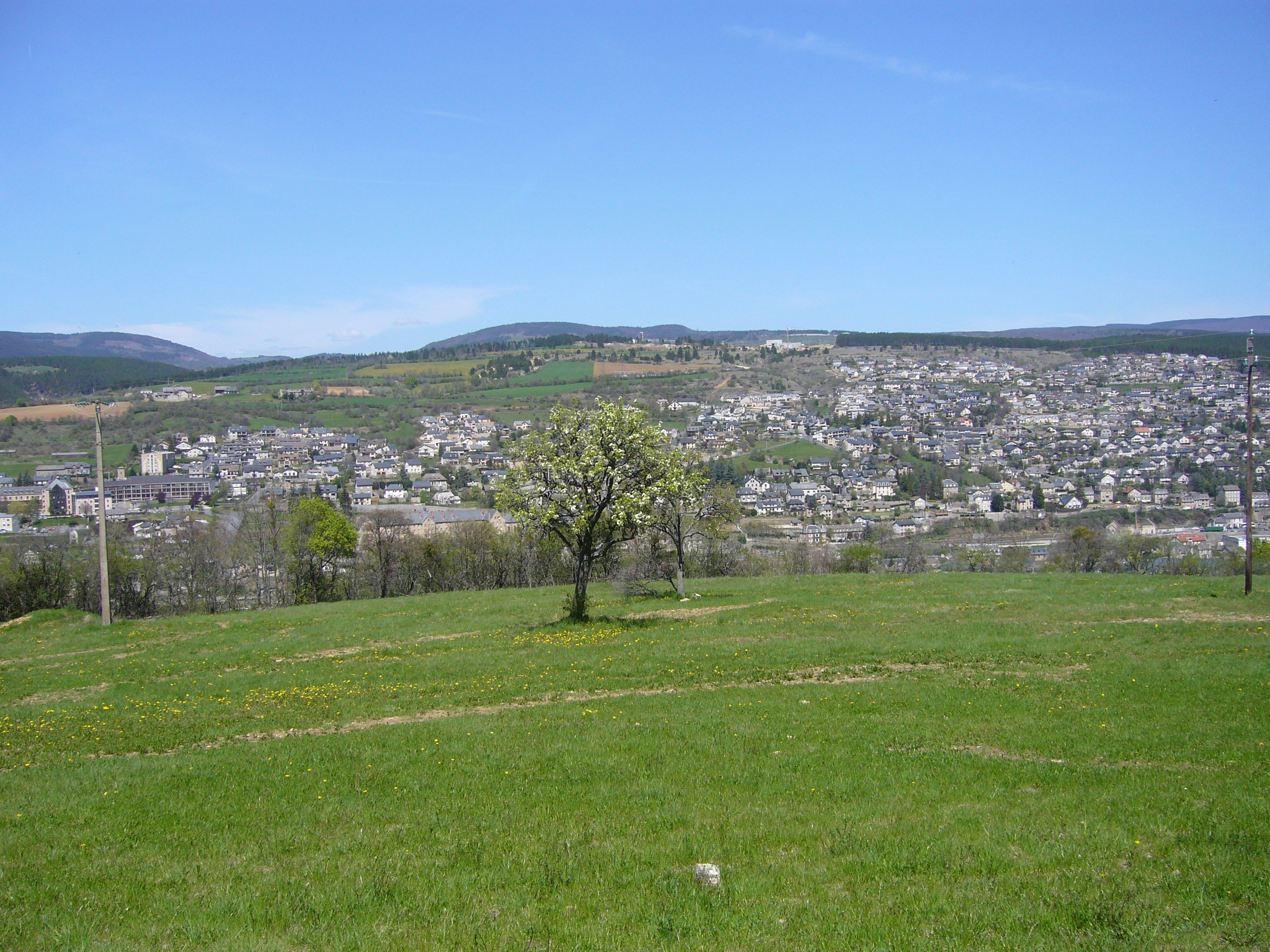
La colline du bourreau, au-dessus de Mende, où aurait pris fin le supplice.

Au IIIe siècle, la Gaule est envahie par les Alamans, menés par leur chef Chrocus, à qui les historiens attribuent de nombreux pillages dont le temple de Mercure sur le puy de Dôme. Quand ils arrivent en pays gabale, les habitants se sont réfugiés dans la forteresse de Grèzes. Privat est en période de jeûne, et s'est retiré dans une grotte du mont Mimat, au-dessus du bourg de Mimate. Pendant deux ans les habitants se défendent contre l'envahisseur qui les assiège.
Les Alamans finissent par trouver Privat et veulent se servir de lui comme otage. Ils espèrent ainsi parvenir à faire ouvrir la forteresse, par la pitié du peuple pour son évêque. Selon Grégoire de Tours, Privat aurait refusé de livrer son peuple malgré tous les supplices barbares qu'on pourrait lui faire subir : « Le bon pasteur refusa de livrer ses brebis aux loups, et pays gabon voulut le contraindre de sacrifier aux démons ».
Depuis ces grottes qu'il avait aménagées sur les hauteurs, et jusqu'au village de Mende, il est alors tiré, frappé, mutilé, assommé à coups de bâton. Cependant, Privat ne laisse à aucun moment son peuple se sacrifier pour lui. Il est laissé pour mort par les Alamans. Ces derniers, exténués, auraient ensuite laissé libres les Gabales en leur promettant la paix.
Privat, lui, succombe à ses blessures dans les jours qui suivent. Il aurait été enterré vers le lieu où prit fin son martyre, son corps ayant été transporté par saint Ilpide. C'est là où fut enterré Privat que se sont construites plusieurs églises successives, jusqu'à ce que le pape Urbain V décide de la magnifier, en érigeant la basilique-cathédrale Notre-Dame-et-Saint-Privat de Mende.
Le sentier d'interprétation du causse installé par la ville de Mende, ainsi qu'une légende populaire, rapportent une autre version de son martyre. Ainsi il aurait été enfermé dans un tonneau, des clous étant pointés vers l'intérieur. Jeté dans la falaise, il aurait ainsi roulé de son ermitage jusqu'au pied du bourg. Ce sont des ronces qui auraient arrêté sa chute.
Dans un cas comme dans l'autre, c'est sur une petite colline au-dessus de Mende que prit fin son supplice. Cette colline, aujourd'hui à côté du quartier de la Vabre, porte le nom de « colline du bourreau ».

### Son identité

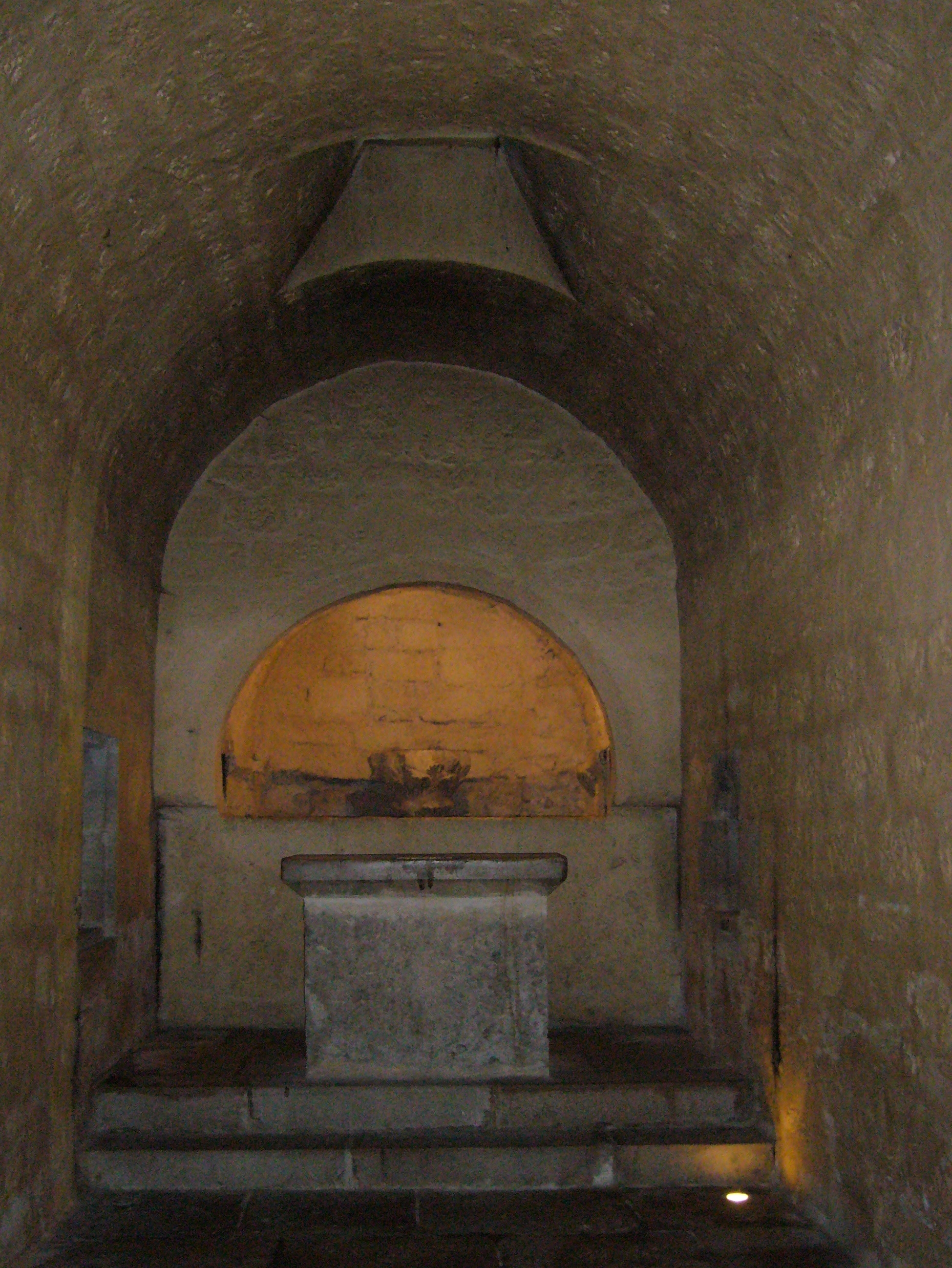
Le tombeau primitif du saint dans la crypte Saint-Privat (cathédrale).

Cependant Grégoire de Tours donne peut-être une trop grande importance à Privat. Il pourrait n'être en fait qu'un simple ermite et non pas un chef. Son acte de résistance, refusant de livrer ses compatriotes n'en reste pas moins un fait. Les Alamans ont pu, qu'il soit ou non un réel chef, jouer sur le fait de la solidarité entre chrétiens pour obtenir l'ouverture de la forteresse.
Le terme d'évêque lui aussi est sujet à caution, en effet, en 314, Genialis représente le Gévaudan au concile d'Arles en tant que diacre et non d'évêque. Cette notion d'évêque a pu n'arriver que plus tard dans la région. Si son identité est difficile à établir, l'authenticité de son existence ne présente, en revanche, pas de doute.

### La date du martyre
La date du martyre de Privat est sujette à caution. La tradition suit bien souvent Grégoire de Tours en plaçant celui-ci au IIIe siècle, sous le règne des empereurs Galien et Valérien. Cependant, l'existence réelle de Chrocus, chef des Alamans, n'a jamais été réellement prouvée. De plus, plusieurs Chrocus (ou Crocus) semblent avoir envahi la Gaule, aux IIIe, IVe et Ve siècles, et tous n'étaient pas Alamans. Ainsi, on parle de la présence d'un roi vandale, nommé ainsi, qui aurait pillés Nîmes en 407. Ceci remet donc en question la date de la présence des Alamans en Gévaudan, et par conséquent du martyre de Privat. Les historiens hésitent donc entre ces différentes périodes. Le pseudo-Frédégaire, par exemple, décrit l'invasion de la Gaule par un certain Chrocus, mort à Arles, au Ve siècle seulement.
Le fait qu'il ait été missionné par Austremoine tend cependant à prouver que Privat a bien vécu au IIIe siècle.

## L'ermitage de Saint-Privat

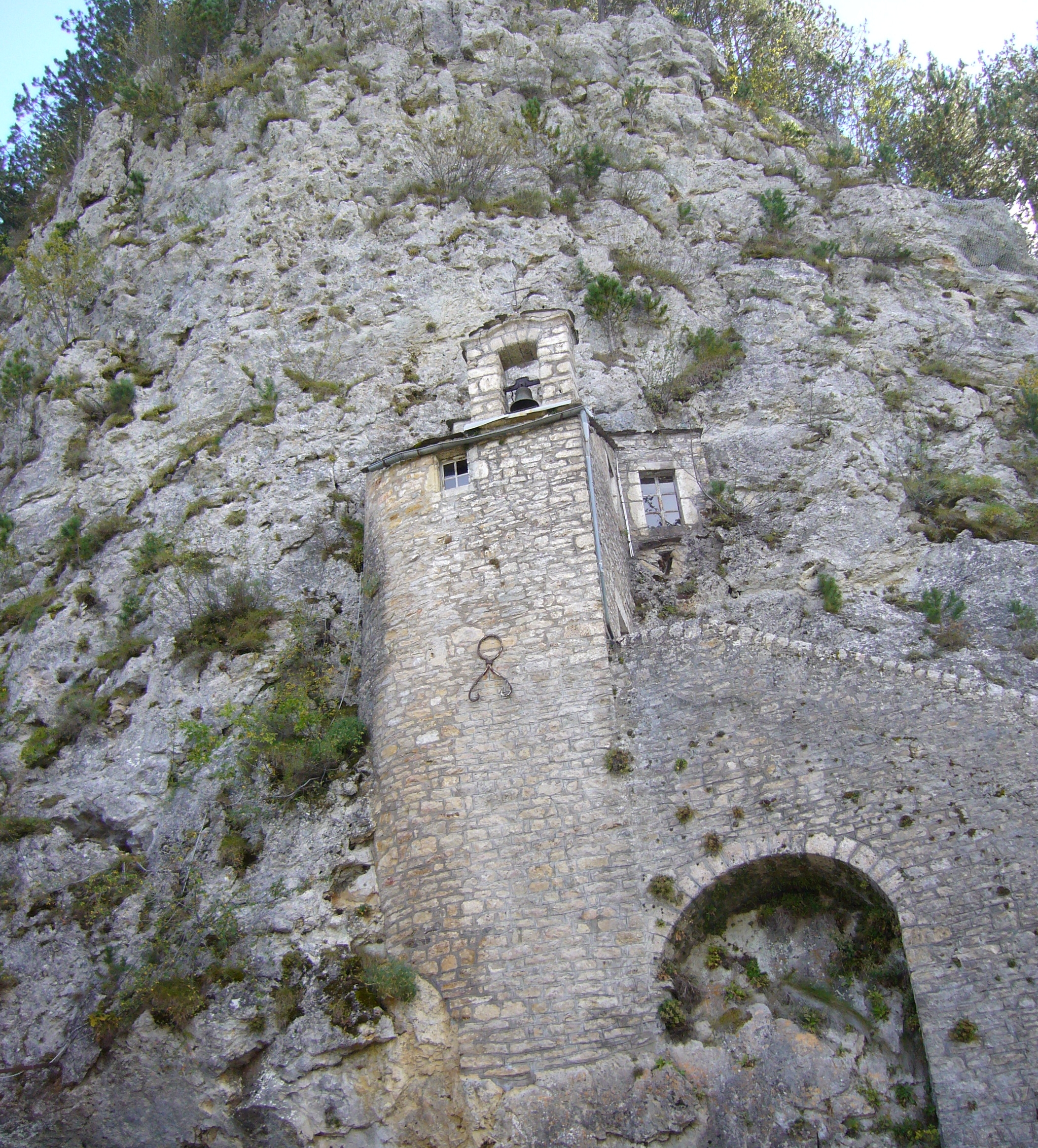
La grotte de l'ermitage est située en haut d'un escalier de 53 marches, une structure protégeant les pèlerins.

### Description et historique
On associe bien des miracles à l'ermitage de saint Privat dans les grottes qu'il aurait aménagées au-dessus de Mende. Ce lieu, plusieurs ermites y ont élu domicile au fil des siècles.
C'est en 1873 que fut percée la grotte du Calvaire, et bâties les stations du chemin de croix qui y mène encore de nos jours. Cette grotte où a été aménagé un autel, permet de célébrer des offices en plein air. Elle est située en dessous des grottes naturelles où Privat se serait retiré. Ces deux grottes naturelles, fermées par une structure, ont longtemps été ouvertes au public. La plus haute des deux semblant être celle où les Alamans auraient trouvé l'évêque des Gabales. De nombreux ex-voto, ainsi que des béquilles sont présentes dans la première des deux grottes.
L'ermitage a longtemps été un lieu de pèlerinage, qui permit à la ville de Mende, devenue successivement siège épiscopal et capitale du Gévaudan, de prospérer. Vers 1315, l'évêque Guillaume VI Durand y instaure une collégiale, sous le vocable de Saint-Privat-La Roche. Elle disparaît en 1562, incendiée durant les guerres de Religion. La collégiale est rétablie en 1584, et les frères ermites ont pour tâche de veiller sur les grottes. Ils y installent une maison en 1673. Cet ermitage là est détruit à la suite de la Révolution française, en 1793. Ceci fut la conséquence de la saisie des biens du clergé.
En 1960, c'est l'hôtel de l'ermitage qui est construit. Il servait également de centre d'accueil culturel.

### La chapelle de l'ermitage
La chapelle actuelle a été érigée vers 1850 sous l'épiscopat de Claude Brulley de La Brunière, dont on peut voir les armes au-dessus de la porte. Elle est située à l'ouest des grottes primitives, et jouxte la grotte percée. Une relique du saint était conservée dans cette chapelle.

### Plan de l'ermitage

Plan de l'ermitage.

Le plan ci-contre illustre de quelle manière est constitué l'ermitage de saint Privat. En haut (en vert foncé) et en bas (en marron) sont figurées les barrières naturelles du belvédère : les flancs de la montagne. À droite, la partie en blanc est la route par laquelle on arrive. Une fois la porte franchie, on arrive dans la cour de l'hôtel (ici en rose).
En passant sous un porche on arrive sur le belvédère lui-même. L'escalier (en orange) monte jusqu'à la grotte originelle. En vert clair, on retrouve l'ancien jardin de l'hôtel, qui n'est plus qu'une pelouse aujourd'hui. En noir, en dessous de la grotte (à gauche sur le plan), se trouve la grotte artificielle. Le bâtiment en jaune la jouxtant est la chapelle. Enfin on peut voir une partie en marron clair sur la gauche, il s'agit de l'arrivée du chemin de croix.

### Croix de Saint-Privat
Un peu plus haut que l'ermitage, à la cime du mont Mimat, se dresse une croix, éclairée la nuit, la croix de saint Privat qui domine entièrement la vallée du Lot.
Une première croix, en bois, avait été plantée en 1900 ou 1907. Elle a été remplacée quelques années plus tard, le 8 juillet 1933, année jubilaire, par une croix de fer de 12 mètres 50 de hauteur. Jusqu'en 1945, cette croix était le lieu de grands rassemblements en l'honneur des soldats mendois. Cette croix est illuminée depuis l'été 1965. Il est possible d'accéder à la croix par une route goudronnée. De plus un chemin longeant la crête permet de rejoindre la route qui descend à l'ermitage.

## Les pèlerinages

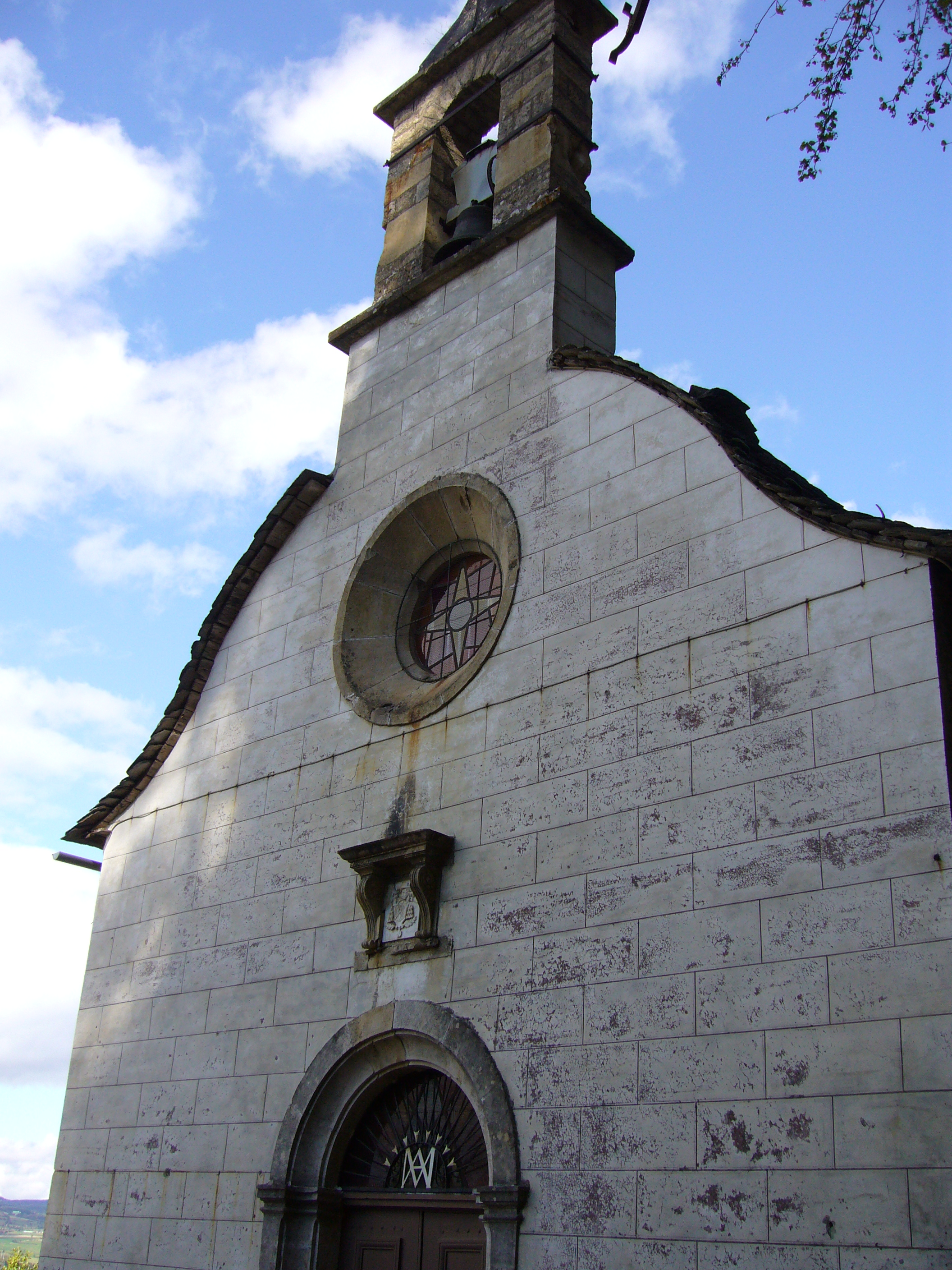
La chapelle de l'ermitage établie en 1850.

Trois fêtes étaient dédiées au saint gabale. La date principale est le 21 août. Mais on le célébrait également le 3e dimanche après Pâques, pour commémorer la redécouverte de ses reliques en 1170. Enfin, le transfert de ses reliques en 1256, est célébré le 3e dimanche d'octobre.
Les pèlerinages de saint Privat se font, depuis 1170 jusqu'à l'ermitage, selon la volonté d'Aldebert III du Tournel.
Bien que n'étant plus vraiment d'actualité, les pèlerinages avaient lieu entre ces deux dernières dates, du 10 mai au 10 octobre. Leur popularité ont assuré la prospérité de la ville. Par exemple, en 1913 il fut dénombré plus de 13 000 pèlerins.

## Ses miracles
Beaucoup de miracles ont été attribués à saint Privat, souvent invoqué pour protéger sa ville de Mende. L'évêque Aldebert III du Tournel, qui avait une grande foi dans les reliques des saints et les miracles, a laissé un témoignage de treize miracles attribués au saint.
L'un des plus remarquables de ces miracles est la façon dont Privat combat aux côtés des habitants assaillis. Ainsi, au Xe siècle, Guy, comte d'Auvergne, assiège la cité mendoise, et entend la piller. Prêt à repartir, il sent une blessure, et croit alors apercevoir le saint lui enfoncer une épée dans le cœur. Dans la panique, les assiégeants fuient, mais les bardeaux de la chapelle Sainte-Thècle se détachent pour frapper les envahisseurs.
Mais Privat défend aussi son domaine, gardé pour lui par l'évêque. Ainsi, un chevalier nommé Gaucelme voulut s'approprier une part de ce domaine, dépouillant au passage les cultivateurs. Mais le chevalier meurt subitement, et donc sans recevoir de sacrement. Sa famille récupère alors le corps pour l'ensevelir. Mais, à peine glissé dans le tombeau, le corps s'enflamme, et personne n'arrive à éteindre l'incendie jusqu'à ce que le corps ne fut complètement consumé. Gaucelme avait méprisé Privat, et ce dernier s'était ainsi vengé.

## Ses reliques

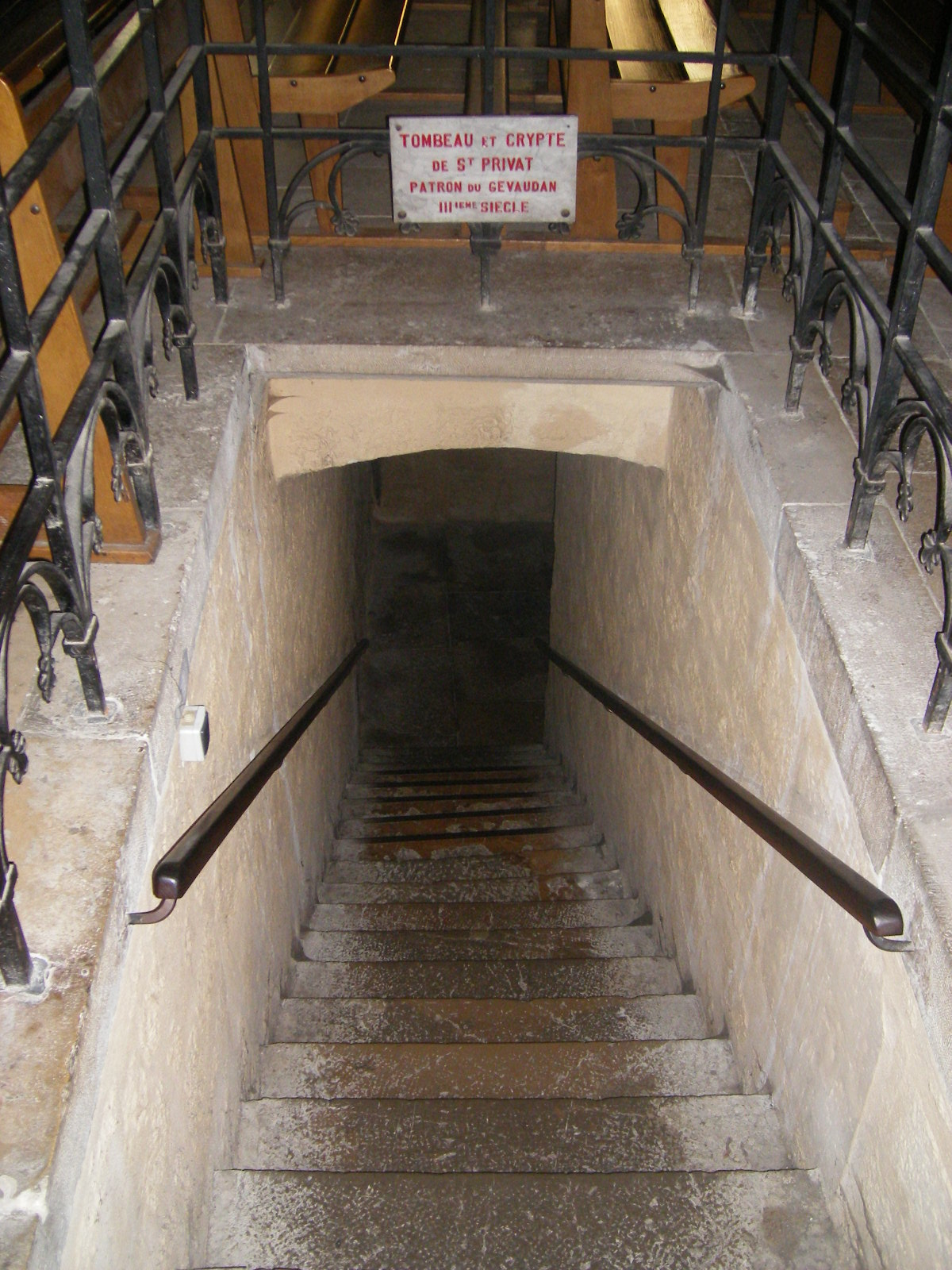
Entrée de la crypte Saint-Privat depuis l'intérieur de la cathédrale de Mende.

La légende veut que ce soit saint Ilpide qui ait enseveli le corps de Privat au pied du mont Mimat. La tradition, elle, s'attache au fait que le tombeau primitif de Privat soit là où fut établi l'église, aujourd'hui la cathédrale de Mende.
Dans sa grande quête des reliques, Dagobert, roi des Francs, serait venu en Gévaudan pour prendre celles de sainte Énimie et de Privat, après avoir déjà obtenu celles de saint Hilaire de Mende. Il les aurait alors emmenées dans la banlieue de Paris, à Saint-Denis.
En l'an 775, Charlemagne donne aux moines de Saint-Denis la terre de Salone, dans le diocèse de Metz. Fulrad et les autres moines emportent avec eux plusieurs reliques, dont celles de Privat et d'Hilaire. Deux documents de 777, l'un par Fulrad, l'autre par Charlemagne, attestent de ce transfert. Ceci explique pourquoi l'église de Salone est sous le patronage de Privat, comme c'est le cas de plusieurs églises, villages et lieux-dits lorrains ou mosellans.
Avant le Xe siècle, l'abbaye de Saint-Denis perd puis retrouve la propriété de Salone. Mais au cours de ce Xe siècle, les moines sont contraints de rentrer sur Saint-Denis. Ils emportent avec eux les reliques des deux saints gabales. Cependant, la tradition veut qu'un prêtre du Gévaudan, nommé Clockbert, ait ramené le corps de Privat en son pays. Les Mendois aurait alors placé les reliques dans une crypte aménagée au-dessous de l'église de Mende. Pour éviter tout pillage, seul un chanoine connait l'emplacement de cette crypte, connu depuis sous le vocable de cryptes de Sainte-Thècle. Le chanoine devait attendre d'être sur son lit de mort avant de révéler au futur porteur du secret l'emplacement. C'est ainsi que disparaît le lieu du tombeau de Privat vers 1110.
Mais elles sont retrouvées par l'évêque Aldebert III, vers 1170. Alors en déplacement en Auvergne, l'évêque Aldebert avait demandé que l'on creuse un puits. Et c'est en creusant ce puits que l'entrée de la crypte fut découverte. Parmi les reliques, Aldebert crut également reconnaître celles des Saints Innocents dont la ville s'est longtemps flattée d'en posséder une partie. Il fit alors transférer le reliquaire de Privat dans sa crypte d'origine. Le jour de cette « translation » a d'ailleurs été longtemps fêté par l'église de Mende.
Une grande partie de ses reliques ont été détruites à la suite des guerres de Religion et de la mise à sac de la cathédrale de Mende. Les deux cryptes ayant accueilli Privat sont toujours présentes sous la cathédrale de Mende. Les vestiges des dernières reliques du saint patron du Gévaudan sont en possession du diocèse de Mende.

## Postérité

### Proverbes et dictons
À Privat, on accorde son bon cœur envers le peuple Gabale, protégeant les plus pauvres. Les écrits veulent qu'il achetait parfois du blé (très cher) pour les revendre à moindre coût (voire l'offrir) aux habitants. Un dicton occitan est d'ailleurs tiré de cette générosité : « Faire coma sen Privat de Mende totjorn crompar per jamai vendre ». Ce proverbe peut se traduire en français par : « Faire comme saint Privat de Mende, toujours acheter mais jamais vendre ». Le dicton le plus répandu et qui est d'ailleurs cité par le très officiel dictionnaire occitan-français, dialecte gévaudanais (article « bendre », p. 70) est celui-ci : « lou trop croumpa, lou pas prou bendre, sourtiguèt sen Pribat de Mende » (« Acheter trop cher, vendre trop bon marché, mis saint Privat hors de Mende »).
Fêté le 21 août, un dicton occitan est associé à ce jour : « Per Sent Privat, las auganhas córron pels valats (A la Saint Privat, les noisettes courent dans les fossés) ».

### Fêtes
La ville de Carmaux, dans le Tarn, organise chaque année la fête annuelle de la Cavalcade pour la Saint-Privat (21 août). De la même manière, les grandes fêtes de la ville de Mende se tiennent en août autour de cette date du 21. Idem pour la fête patronale de Saint-Privat-la-Montagne en Moselle.

### Représentations

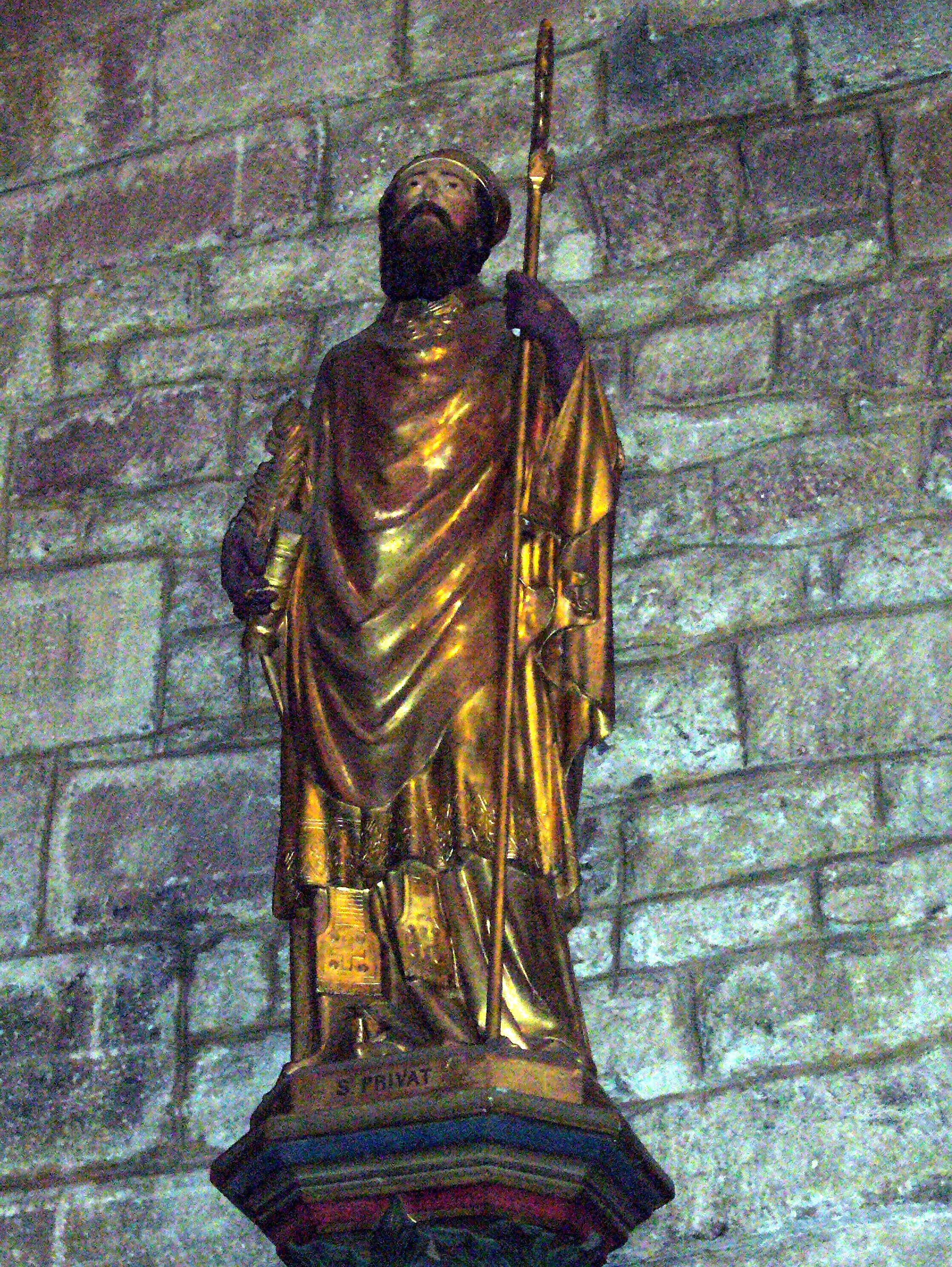
Statue du saint dans l'église collégiale Saint-Martin de La Canourgue.

Il existe plusieurs représentations du saint patron du Gévaudan. Elles sont toutes des visions artistiques puisque les informations les plus précises sur saint Privat sont celles de Grégoire de Tours, où il n'évoque pas son physique. Pourtant, il est presque toujours représenté de la même façon, à savoir assez grand, barbu, portant le sceptre épiscopal. D'autres représentations lui donnent aussi la mitre épiscopale, ou encore un bâton, comme un berger. Ces derniers artifices, liés au rôle d'évêque, sont très certainement fantaisistes pour l'époque.
Le Gévaudan, et par conséquent la Lozère, possède beaucoup de représentation du saint, notamment dans les églises. Des statues sont ainsi visibles à Mende, dans la cathédrale qui lui est dédiée, à La Canourgue, ou encore au Massegros. On retrouve aussi une statue et une peinture du saint dans l'église de Saint-Privat-d'Allier.
La peinture et la gravure ont aussi donné plusieurs visages à Privat, ces objets d'art s'exportant même au-delà des frontières de la province. Ainsi la sépulture Guillaume V Durand, l'un des successeurs de Privat à l'évêché, est ornée d'une mosaïque représentant la Vierge à l'enfant, accompagnée de saint Dominique et de saint Privat. Ce tombeau se trouve en l'église Sainte-Marie-de-la-Minerve à Rome.

### Communes associées
Trois communes portent le nom de saint Privat : Saint-Privat en Ardèche, Saint-Privat en Corrèze et Saint-Privat dans l'Hérault.
À cela, il faut ajouter huit communes dont le nom est composé avec celui de saint Privat : Saint-Privat-d'Allier et Saint-Privat-du-Dragon (Haute-Loire), Saint-Privat-de-Champclos et Saint-Privat-des-Vieux (Gard), Saint-Privat-des-Prés (Dordogne), Saint-Privat-de-Vallongue et Saint-Privat-du-Fau (Lozère), et Saint-Privat-la-Montagne (Moselle).
Deux autres communes avaient ce nom, mais elles ont été fusionnées avec une autre commune. L'une n'a pas gardé le nom de Saint-Privat qui est resté un quartier de la ville, il s'agit de Montigny-lès-Metz en Moselle. L'autre porte le nom d'Aulhat-Saint-Privat et est située dans le Puy-de-Dôme.

### Lieux de culte

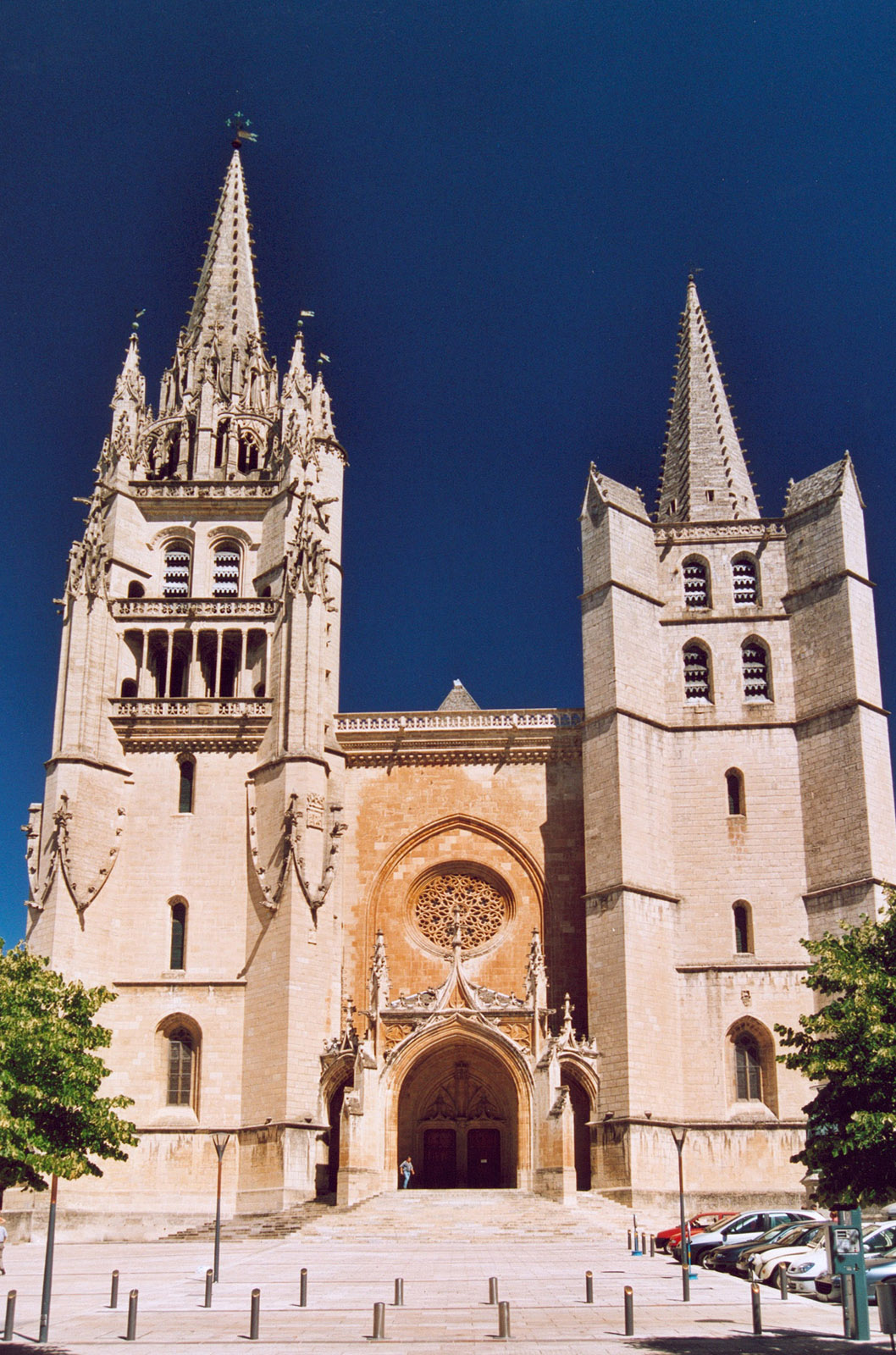
La cathédrale Saint-Privat à Mende.

Des églises, chapelles ou cathédrales ont aussi leur nom et leur patronage dédié à Privat :
- en Lozère :
  - basilique-cathédrale Notre-Dame-et-Saint-Privat à Mende,
  - église paroissiale Saint-Privat à Altier,
  - église paroissiale Saint-Privat à Barjac,
  - église paroissiale Saint-Privat à Chadenet,
  - ancienne église paroissiale Saint-Privat du Villard à Chanac,
  - église Saint-Privat à Saint-Privat-du-Fau ;
- hors de Lozère :
  - église Saint-Privat à Bourdenay (Aube)[N 21],
  - église Saint-Privat à Carmaux (Tarn)[N 22],
  - église Saint-Privat à Montigny-lès-Metz (Moselle),
  - église Saint-Privat à Saint-Privat (Ardèche),
  - église Saint-Privat à Saint-Privat (Corrèze),
  - église Saint-Privat à Saint-Privat-des-Prés (Dordogne),
  - église Saint-Privat à Saint-Privat-la-Montagne (Moselle),
  - église Saint-Privat à Gémonville (Meurthe-et-Moselle).

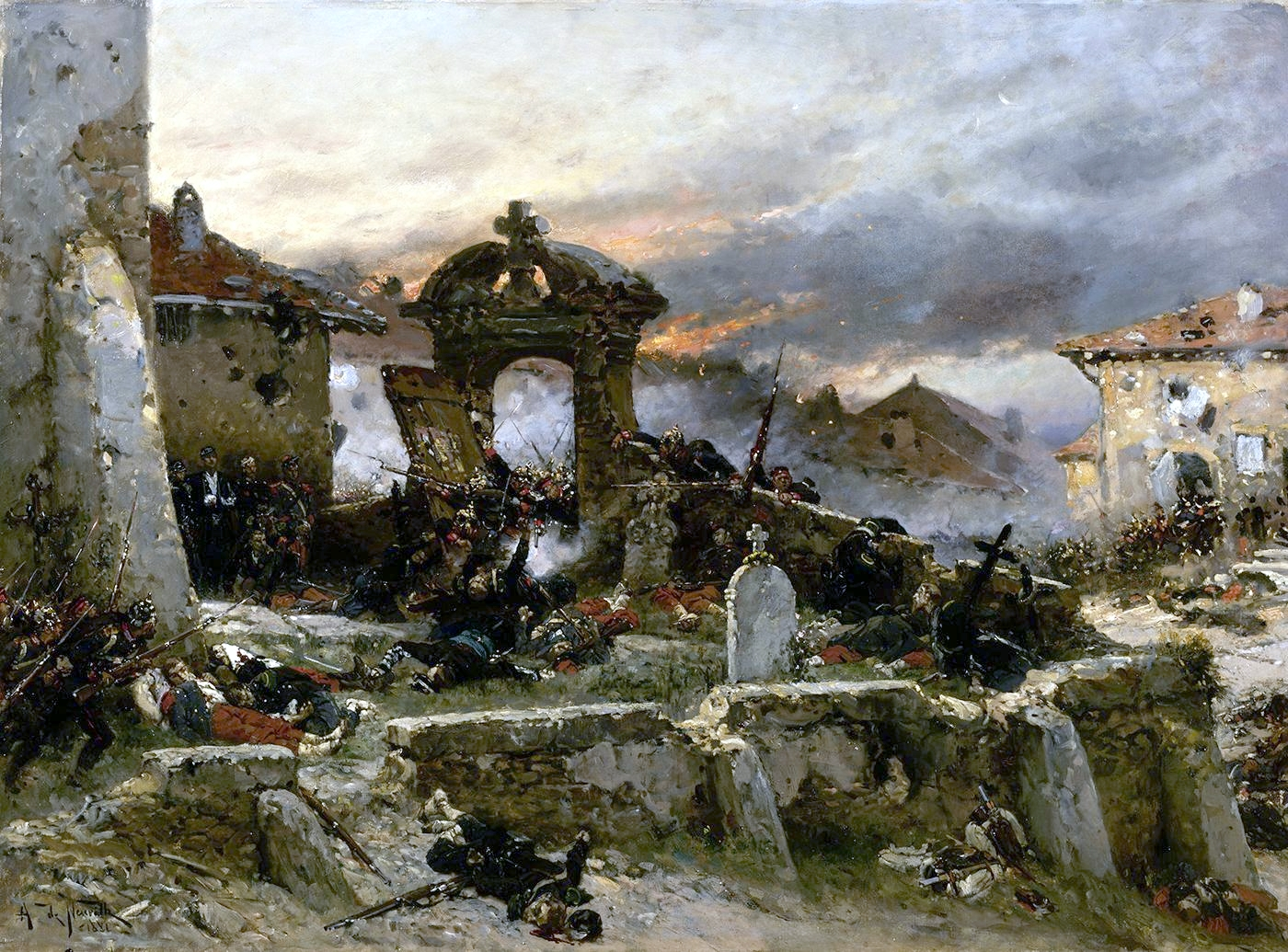
Bataille de Saint-Privat.

De plus, il existe à Mende un collège privé catholique qui porte le nom de collège Saint-Privat.
La bataille de Saint-Privat a opposé le 18 août 1870 les troupes françaises retranchées dans le cimetière du village de Saint-Privat-la-Montagne (Moselle) aux troupes allemandes.